# Cavazzo Carnico
Cavazzo Carnico är en ort och kommun i regionen Friuli-Venezia Giulia i Italien och tillhörde tidigare även provinsen Udine som upphörde 2018. Kommunen hade 998 invånare (2018).